# Sebastian Hess (Musiker)
Sebastian Hess (* 5. Mai 1971 in München; † 1. September 2021 in Kempfenhausen) war ein deutscher Cellist, Komponist und Produzent.

## Leben
Sebastian Hess studierte ab 1986 an der Hochschule für Musik Würzburg und an der Hochschule für Musik München bei Julius Berger sowie Helmar Stiehler und ab 1990 in London als Stipendiat der Studienstiftung des deutschen Volkes bei William Pleeth. Es folgten weitere Studien bei Radu Aldulescu, Bernard Greenhouse und Amaryllis Fleming in Gstaad, Boston und London. 1997 war er Meisterschüler von Mstislaw Rostropowitsch.
Nach seinem Londoner Debüt im South Bank Centre 1992 war Hess regelmäßiger Gast bei Festivals wie dem Aldeburgh Festival, Schleswig Holstein-Festival, Salzburger Festspiele und Osterfestspiele, Rheingau Musik Festival, Cantiere di Montepulciano, Kissinger Sommer, Klavier-Festival Ruhr, der Ansbacher Bachwoche, Europäisches Musikfest Stuttgart, International Cello Festival Kronberg, World Cello Congress, Seoul International Music Festival, Dias da Musica Lissabon, Innsbrucker Festwochen, Ruhr Triennale, Les Muséiques Basel, Triennale Köln, Opernfestspiele München und mit Orchestern wie dem Bayerischen Staatsorchester, NDR Radiophilharmonie, Bamberger Symphoniker, Lithuanian Chamber Orchestra, Moscow Soloists und der Akademie für Alte Musik Berlin. Mit den Nürnberger Symphonikern bestand seit 1998 eine enge und produktive Zusammenarbeit (mit BR) in Produktionen, Co-Produktionen und Aufführungen.
Seine musikalischen Aktivitäten reichten von der Beschäftigung mit historischer Aufführungspraxis über das klassisch-romantische Repertoire bis hin zu enger Zusammenarbeit mit zeitgenössischen Komponisten wie Wolfgang Rihm, Jörg Widmann, Rodion Shchedrin, Wilhelm Killmayer, Mikis Theodorakis und Hans Werner Henze. Eine kammermusikalische Zusammenarbeit bestand mit Eugene Istomin, Wolfgang Sawallisch, Mstislaw Rostropovich, Pierre Amoyal, Yuri Bashmet, Viktor Tretiakov, Benjamin Schmid, Thomas Riebl, Erich Höbarth, Richard Egarr, Ana Chumachenco, Alfons Kontarsky, Anthony Spiri und Ingolf Turban.
Sebastian Hess widmete sich auch der Wiederentdeckung vergessener Komponisten von Giovanni Benedetto Platti bis Emánuel Moór.
2001–2003 war Sebastian Hess als Gast 1. Solocellist an der Bayerischen Staatsoper unter Zubin Mehta.
2003–2006 arbeitete er mit dem Regisseur und Hörspielmacher Andreas Ammer im Auftrag der Bayerischen Staatsoper an mehreren Sprechopern über Oskar Maria Graf, Karl Valentin und Henry Purcell, die im Münchner Cuvilliés-Theater, im Stadion an der Grünwalder Straße und im Prinzregententheater aufgeführt wurden. Auch mit den Avantgardemusikern FM Einheit und Ulrike Haage verband ihn eine langjährige Zusammenarbeit (u. a. Apocalypse live, 1994 als Cellist, oder Marx Engels Werke, 2000 uraufgeführt beim Steirischen Herbst).
Er hatte Produktionen für verschiedene Rundfunkanstalten der ARD, bei der britischen BBC, dem ORF, YLE Finnland, Radio France, Radio New Zealand und RNE Spanien.
Hess’ Diskographie umfasst ca. 40 CDs bei Schott Music International (wergo/Intuition), Arte Nova/BMG, Globe, Naxos, Philips Classics, Koch Classics (Universal), Orfeo und Harmonia Mundi France und OehmsClassics.
Ab 2000 unterrichtete Sebastian Hess Cello- und Kammermusikklassen an der damaligen Hochschule Augsburg-Nürnberg, ab 2004 in Nachfolge von Wen-Sinn Yang am Richard-Strauss-Konservatorium und nach der Fusion an der Hochschule für Musik und Theater München.
2010 bis 2018 war er Künstlerischer Leiter der Reihe Highlight Classics für Roland Berger Strategy Consultants in Zusammenarbeit mit Torsten Oltmanns und dem Bayerischen Rundfunk.
Ab 2020 widmete sich Hess zusätzlich der strategischen und künstlerischen Beratung von Festivals und Unternehmen des musikalischen Bereichs.
Ab 2021 war Hess gemeinsam mit der Regisseurin Martina Veh Intendant des Festivals KulturSee am Starnberger See.
Sebastian Hess starb in seinem Haus in Kempfenhausen an den Folgen eines Hirnarterienaneurysmas.

## Ehrungen und Auszeichnungen
Hess erhielt den Musikpreis des Bundesverbands der deutschen Industrie (BDI) und den Musikpreis der Bayerischen Staatsregierung.

## Hörspiele und Opernproduktionen
- 2001: Mit Andreas Ammer / FM Einheit: Marx Engels Werke – Regie und Komponisten: Andreas Ammer/FM Einheit (Pophörspiel – BR)
- 2003: Mit Andreas Ammer: Unser Oskar – Sprachoper für Oskar Maria Graf live aus dem Münchner Cuvilliés-Theater (BR, als CD bei intermedium)
- 2004: Mit Andreas Ammer: Heimspiel – Hörspiel für Karl Valentin und ein Fußballstadion live aus dem Stadion an der Grünwalder Straße (BR / Staatsoper München)
- 2005/2006: Mit Andreas Ammer: Dido&Aeneas – die Barockoper von ihren Liebhabern entblößt (nach Henry Purcell) (Staatsoper München)